# Suolo

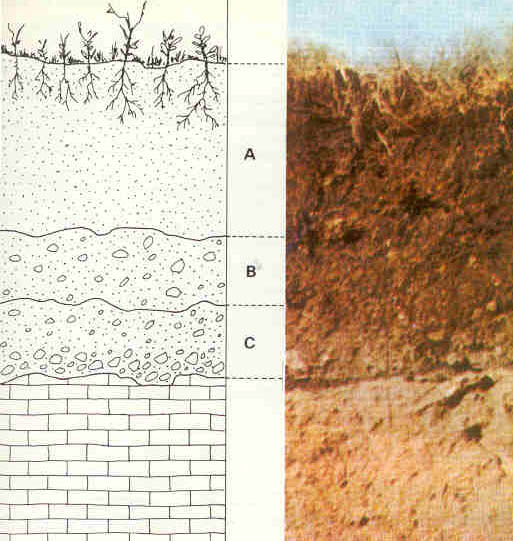
Profilo di suolo A, B, e C rappresentano tre orizzonti riconoscibili nella sezione di un suolo secondo la notazione creata da Vasily Dokuchaev, il fondatore della pedologia; A è il topsoil; B è regolito; C è il saprolite, il livello sottostante rappresenta la roccia non ancora degradata (bedrock)

Per suolo si hanno due diverse accezioni.
Geograficamente (anche terra, terreno o anche pedosfera - dal greco πέδον, pedon, suolo, terra e sfera quando considerato parte della geosfera), è lo strato superficiale che ricopre la crosta terrestre, derivante dall'alterazione di un substrato roccioso, chiamato roccia madre, per azione chimica, fisica e biologica esercitata da tutti gli agenti superficiali e dagli organismi presenti su di esso, può comprendere sia sedimenti sia regolite.
La seconda accezione considera il suolo dal punto di vista pedologico-ecologico ovvero non solo come una superficie ma come il composto di quella miscela estremamente variabile di sostanza organica (viva o trasformata) e sostanza minerale che permette la vita di piante ed animali, in mancanza di questi due componenti non si parla quindi di suolo. Sotto questo aspetto il suolo si trova esclusivamente sul pianeta Terra .
La pedologia è la scienza che studia la composizione, la genesi e le modificazioni del suolo dovute sia ai fattori biotici che abiotici; la chimica del suolo è invece la disciplina che si occupa dello studio e caratterizzazione chimica e chimico-fisica del suolo.
Si possono identificare tre funzioni principali del suolo:
- funzione produttiva, la capacità dei suoli di massimizzare la trasformazione di energia radiante in energia chimica;
- funzione protettiva, dovuta agli effetti di regolazione, assorbimento e distribuzione dei flussi idrici, dalla funzione di stoccaggio del carbonio organico[6], e anche filtro e tampone degli agenti inquinanti;
- funzione naturalistica, la capacità di ospitare e mantenere riserve biotiche e di trasmettere i segni della storia ecosistemica e umana[7].

Il suolo contiene un vasto microbiota che rappresenta tre quarti della biodiversità del pianeta, formato da specie di animali, batteri e funghi nonché le loro interrelazioni ed equilibri. La formazione del suolo (pedogenesi) richiede tempi lunghi, mediamente viene considerato necessario un tempo di 500 anni per produrre 2,5 centimetri di suolo; la variabilità, a seconda dei vari fattori pedogenetici che agiscono in un sito, è però molto elevata.
La giornata mondiale del suolo è stata istituita nel 2014 dalla FAO e ricorre il 5 dicembre

## Descrizione pedologica
Il suolo è composto da una parte solida (componente organica e componente minerale o inorganica), una parte liquida e da una parte gassosa. Il processo che porta alla sua formazione è detto pedogenesi.
(Jim Baggott, Origini. La storia scientifica della creazione,pag 311,traduzione di Isabella C. Blum,  Adelphi, 2015, ISBN 978-88-459-3165-9)

### Orizzonti
Durante la sua evoluzione, il suolo si differenzia lungo il suo profilo (l'insieme degli strati che formano il profilo) in una serie di orizzonti.
I più comuni orizzonti identificabili, ad esempio, sono un orizzonte superficiale organico (sovrastato talvolta da uno strato di lettiera indecomposta), in cui il contenuto di sostanza organica insieme alle particelle minerali raggiunge una percentuale notevole (es: 5%-10%), un sottostante orizzonte di eluviazione, in cui il processo di percolazione delle acque meteoriche ha eluviato una parte delle particelle minerali fini lasciando come prevalente la componente limosa o sabbiosa, e al fondo l'orizzonte di illuviazione corrispondente, dove le suddette particelle fini (argillose) si sono accumulate.
I processi che originano un suolo sono comunque disparati, ed è possibile una caratterizzazione dei suoli in stretta correlazione ai regimi climatici. Questo non è l'unico tipo di classificazione operabile.
All'interno di un suolo, in funzione delle rocce da cui si origina e del clima dell'area, sono distinguibili dei livelli, indicati come orizzonti pedologici, in cui ciascuno è uno strato ben identificabile distinguibile dagli altri sopra- e sottostanti. Il celebre pedologo russo Vasilij Dokučaev, il primo a fornire una analisi della natura dei suoli, distinse tre orizzonti (più il substrato roccioso):
- l'orizzonte A, che si trova sotto la lettiera, è scuro per via della presenza di composti organici decomposti, che formano l'humus. Dentro questo orizzonte sono numerosi i piccoli animali e le radici delle piante. Proprio perché è immediatamente sotto la lettiera, quando manca un orizzonte O, l'orizzonte A si trova a contatto con l'atmosfera. Può manifestare turbazioni di origine antropica;
- l'orizzonte B, dove arrivano le radici più profonde e vengono effettuate le lavorazioni per far divenire il terreno adatto all'agricoltura; solitamente si trova al disotto di un orizzonte A, ma non sempre. Tutti gli orizzonti B sono, o erano in origine, orizzonti del sottosuolo e sono orizzonti minerali differenziati da diversi processi pedogenetici (come per esempio l'illuviazione, che consiste nel trasporto di materia dall'alto);
- l'orizzonte C, costituito da sabbia, ghiaia e sassi. La sua composizione determina le caratteristiche rispetto all'acqua. Gli orizzonti C sono orizzonti debolmente alterati da processi pedogenetici e sono orizzonti quasi totalmente minerali; per questo, non sono visibili i segni dell'alterazione biologica da parte di microrganismi;
- l'orizzonte R, lo strato più profondo, composto da roccia madre, viene anche chiamato substrato roccioso.[15]

Classificazioni più moderne possono distinguere ulteriori orizzonti, la FAO nel 2014 ha proposto come riferimento:
- O: orizzonti organici che diventano L, F o H a seconda del grado di decomposizione della sostanza organica,
- A: orizzonti evolutisi dalla superficie e composti sia da frazione minerale che organica,
- E: orizzonti che hanno subito eluviazione (perdita di minerali per traslocazione verso il basso),
- B: orizzonti minerali, differenziatisi attraverso processi pedogenetici,
- C: orizzonti minerali debolmente alterati in cui mancano i segni dell'alterazione biologica,
- R: roccia madre situata alla base del suolo,
- M: orizzonti sub-superficiali che limitano lo sviluppo radicale composti unicamente da materiali antropogenici.[17]

Esistono anche orizzonti che manifestano simultaneamente caratteristiche di due orizzonti, chiamati orizzonti di transizione e indicati con le due lettere, es. AB, AC, BC.
Altre classificazioni e suddivisioni più complesse si sono succedute nel tempo.

## La degradazione dei suoli
Con il termine di degradazione dei suoli si intendono dei processi degenerativi che si traducono nella scomparsa di un suolo o nella perdita della sua capacità di fungere da substrato per le comunità biologiche che normalmente vi si sviluppano. La degradazione dei suoli è generalmente accostata a errati utilizzi da parte dell'uomo; tuttavia, esistono dei casi di degradazione del suolo anche in condizioni perfettamente naturali.
Le modalità di degradazione dei suoli possono ricondursi a vari tipi, tra cui i più importanti sono:
- erosione
- salinizzazione
- urbanizzazione
- inquinamento
- desertificazione
- impermeabilizzazione

Il suolo può essere degradato anche dalla pioggia che porta via tutti i nutrienti che il suolo necessita per poter essere fertile (lisciviazione), gli alberi quindi non possono crescere e può prodursi una deforestazione che a sua volta potrà portare ad una desertificazione.
Il degrado del suolo costa almeno 80 euro ogni anno a ciascun abitante dell'Unione Europea. La stessa Unione Europea nella relazione del 13.02.2012 al Parlamento Europeo illustra le allarmanti tendenze di degradazione del suolo in Europa.

## Microbiota del suolo

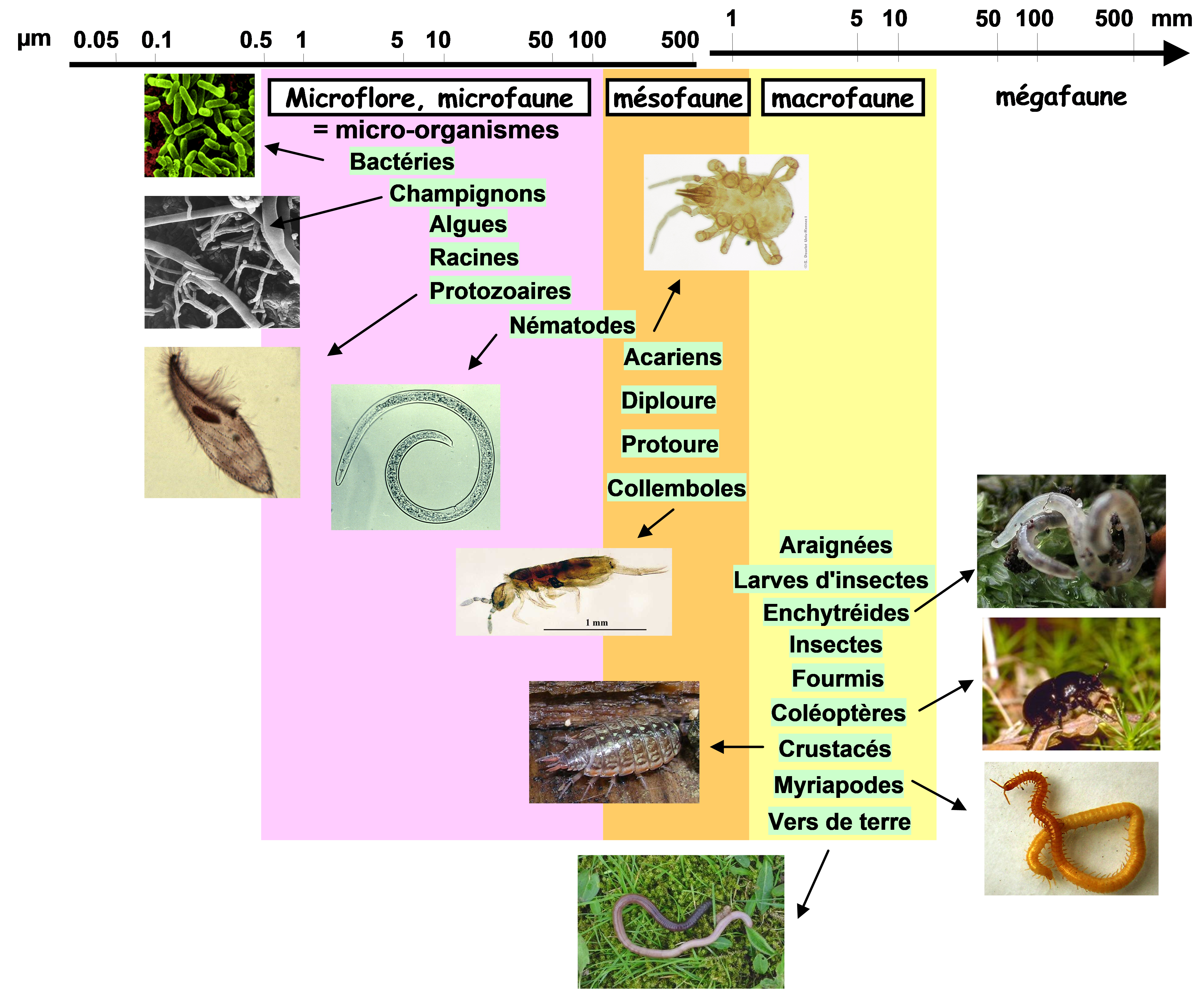
Dimensioni e diversità degli organismi del suolo

Il suolo contiene la più grande varietà specifica di organismi viventi, per la maggior parte ancora sconosciuti, rappresentando l'habitat con più biodiversità.
Esempi di organismi presenti nei suoli: collembola, isopoda, oribatida, anellida ecc.

## Carta europea del suolo
Il Consiglio d'Europa nel 1972 ha redatto questa Carta europea del suolo:
- 1. Il suolo è uno dei beni più preziosi dell'umanità. Consente la vita dei vegetali, degli animali e dell'uomo sulla superficie della terra.
- 2. Il suolo è una risorsa limitata che si distrugge facilmente.
- 3. La società industriale usa i suoli sia a fini agricoli sia a fini industriali o d'altra natura. Qualsiasi politica di pianificazione territoriale deve essere concepita in funzione delle proprietà dei suoli e dei bisogni della società di oggi e di domani.
- 4. Gli agricoltori ed i forestali devono applicare metodi che preservino la qualità dei suoli.
- 5. I suoli devono essere protetti dall'erosione.
- 6. I suoli devono essere protetti dagli inquinamenti.
- 7. Ogni impianto urbano deve essere organizzato in modo tale che siano ridotte al minimo le ripercussioni sfavorevoli sulle zone circostanti.
- 8. Nei progetti di ingegneria civile si deve tener conto di ogni ripercussione sui territori circostanti e, nel costo, devono essere previsti e valutati adeguati provvedimenti di protezione.
- 9. È indispensabile l'inventario delle risorse del suolo.
- 10. Per realizzare l'utilizzazione razionale e la conservazione dei suoli sono necessari l'incremento della ricerca scientifica e la collaborazione interdisciplinare.
- 11. La conservazione dei suoli deve essere oggetto di insegnamento a tutti i livelli e di informazione pubblica sempre maggiore.
- 12. I governi e le autorità amministrative devono pianificare e gestire razionalmente le risorse rappresentate dal suolo.[22]